# Петрова, Тамара Николаевна
Тама́ра Никола́евна Петро́ва (27 мая 1920, Казань — 2 января 1978, Москва) — советская волейболистка и баскетболистка, игрок сборной СССР по волейболу (1949—1951). 3-кратная чемпионка Европы, 3-кратная чемпионка СССР. Нападающая. Заслуженный мастер спорта СССР (1951).

## Биография
Выступала за волейбольные команды: 1945—1948 — СКИФ (Москва), 1949—1952 — «Локомотив» (Москва). 3-кратная чемпионка СССР (1949, 1950, 1952), серебряный (1946, 1951) и бронзовый (1947) призёр союзных первенств, победитель Кубка СССР 1952.
В 1947—1948 также играла за баскетбольную команду КВВА (Монино).
В сборной СССР по волейболу в официальных соревнованиях выступала в 1949—1951 годах. В её составе: 3-кратная чемпионка Европы (1949, 1950 и 1951).
После окончания игровой карьеры работала тренером. Скончалась 2 января 1978 года. Урна с прахом захоронена в колумбарии на Ваганьковском кладбище Москвы. 
Мужем Тамары Петровой был баскетболист Аркадий Жолендз (1921—1992). 